# Rita Kernn-Larsen
Rita Kernn-Larsen (née à Hillerod le 1er janvier 1904 et morte à Copenhague le 10 avril 1998) est une peintre danoise.

## Biographie
En 1930, Rita Kernn-Larsen étudie le dessin à Paris à l'Académie moderne du peintre Fernand Léger.

Sa première exposition se déroule en 1934 Copenhague, Léger rédige la préface du catalogue. 

En 1935, elle est présente pour la première exposition des artistes surréalistes danois emmenés par Vilhelm Bjerke-Petersen.
 
Après avoir rencontré le groupe surréaliste parisien, elle expose deux toiles, en 1938, à la galerie des Beaux-Arts. 

Avec son mari, J. Gruenberg, elle s'installe à Londres, en 1939 et participe aux activités des surréalistes réfugiés en Angleterre.
 
En 1948, elle s'installe à Saint-Jeannet, Alpes-Maritimes, à l'invitation de Georges Ribemont-Dessaignes et délaisse le surréalisme pour l'abstraction.

## Expositions
- 1934, mars : Copenhague
- 1395, janvier : Copenhague, Kubisme = Surréalisme
- 1937, mars : Lund, Surrealism i norden
- 1938 : Paris, Exposition internationale du surréalisme
- 1939 : Londres, E. L. T. Messens presents living art in England
- 1940 : Londres, Surrealism today
- 1942 : Leicester, Imaginative art since war.